# ワライラック大学
ワライラック大学（タイ語：มหาวิทยาลัยวลัยลักษณ์、英語：Walailak University、略称：WU）は、1992年に設立されたタイ王国ナコーンシータンマラート県ターサーラー郡に位置する公立大学である。

## 概要
1967年頃からナコーンシータンマラート県に大学設立の運動が始まり、1929年3月29日にワライラック大学を設立された。タイの大学では最も広いキャンパスを持つ大学として知られ、チュラポーン王女殿下の名前にちなんで大学名が名付けられた。

## 沿革
- 1992年 ワライラック大学が設立。
- 1998年 農業技術・食品産業学部、看護学部、医学部を開設。
- 2008年 薬学部を開設。
- 2016年 健康科学・公衆衛生学部から改組し公衆衛生学部

### センター、研究所

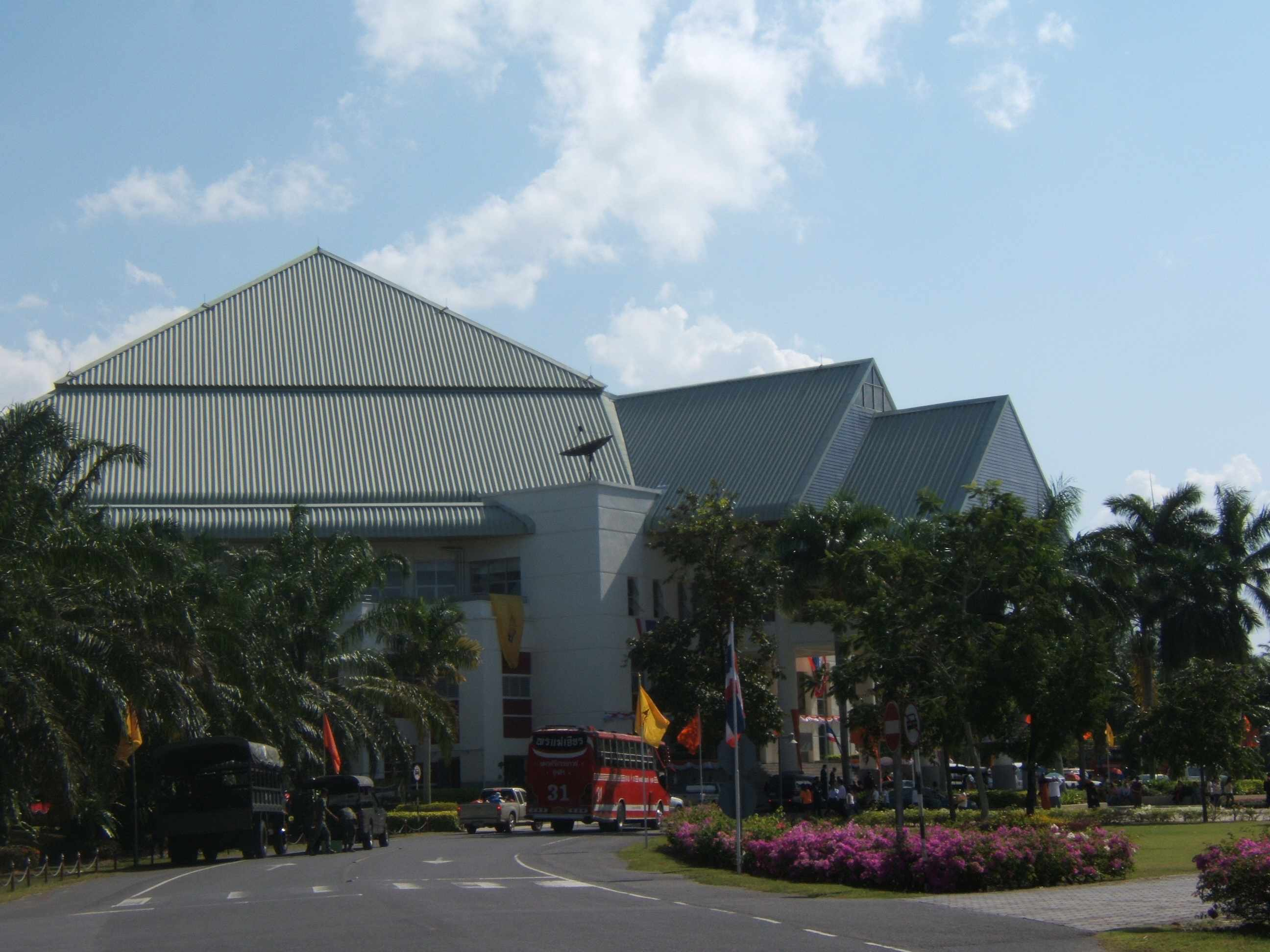
Main Building Walailak University

## 学部
- 経営学部
- 農業技術・食品産業学部
- 看護学部
- 医学部
- 薬学部
- 健康科学部
- 公衆衛生学部
- 科学部
- 情報学部
- リベラルアーツ学部
- 建築デザイン学部
- 工学・テクノロジー学部
- 獣医大学
- 国際歯科大学

## 対外関係
- アメリカ
  - ウィスコンシン大学マディソン校
- オーストラリア
  - エディスコーワン大学
  - マードック大学
- ドイツ
  - ルプレヒト・カール大学ハイデルベルク
- イタリア
  - モデナ・レッジョ・エミリア大学
- イギリス
  - エセックス大学
- 韓国
  - 東西大学校
- マレーシア
  - マレーシアプトラ大学
  - マレーシアサインズ大学
  - マラヤ大学
- ベトナム
  - ダナン大学
- 台湾
  - 国立屏東科技大学
- 香港
  - 香港大学
- 中国
  - 中国農業科学院
  - 重慶大学
  - 重慶郵電大学
  - ハルビン工程大学
  - 昆明医科大学
  - 華南農業大学
- インドネシア
  - ガジャ・マダ大学

### 日本における協定校
- 東京海洋大学
- 東邦大学
- 明治薬科大学
- 熊本県立大学
- 学校法人城西大学

部局間学術交流協定
- 公衆衛生学部と北海道大学 環境健康科学研究教育センター
- 医学部と東北大学
- 薬学部と横浜薬科大学
- 工学・資源管理学部と九州産業大学